# Jewgeni Jakowlewitsch Dschugaschwili
Jewgeni Jakowlewitsch Dschugaschwili (russisch Евгений Яковлевич Джугашвили; * 10. Januar 1936 in Urjupinsk; † 22. Dezember 2016 in Moskau) war ein russischer Offizier. Er war langjähriger Oberst der sowjetischen Luftwaffe.

## Leben
Jewgeni Dschugaschwili war der Sohn von Jakow Iossifowitsch Dschugaschwili (1907–1943), dem ältesten Sohn von Josef Stalin. Seine Mutter war die aus der Ukraine stammende Ballerina und Tänzerin Yulia Meltzer (1911–1968). Er hatte eine Schwester, Galina Dschugaschwili (1938–2007), die als Übersetzerin tätig war.
Jewgeni Dschugaschwili absolvierte seine Ausbildung an der Militärakademie der Luftstreitkräfte in Monino, die später den Namen „Juri Gagarin“ erhielt. Ab 1959 war er an der Militärakademie für Ingenieure der Luftstreitkräfte „Prof. N. J. Schukowski“ in Moskau tätig. Ab 1973 war er an der Militärpolitischen Lenin-Akademie tätig. Von 1976 bis 1991 agierte er an der Militärakademie des Generalstabs der Streitkräfte der UdSSR und somit auch als Oberst der sowjetischen Luftwaffe. Im Jahr 1991 wurde er in den Ruhestand versetzt.
Jewgeni Dschugaschwili war verheiratet und hatte zwei Söhne.
Bei der Wahl zur russischen Staats-Duma im Jahr 1999 war er einer der Vertreter des Stalin-Blocks – Für die UdSSR, einer kommunistischen Partei, die bei der Wahl 0,61 % der Stimmen erreichte.
Dschugaschwili trat in späteren Jahren in Interviews als Verteidiger seines Großvaters Josef Stalin auf und rechtfertigte stets dessen Alleinherrschaft. So äußerte er u. a., das Chaos in der Sowjetunion hätte vermieden werden können, wenn Stalin noch fünf Jahre länger gelebt hätte, und befürwortete auch, dass sein Großvater persönlich die Todesurteile über Zivilisten unterzeichnet hatte. Im Januar 2015 äußerte er sich in einem Interview sehr kritisch über den amtierenden Präsidenten Wladimir Putin.
Jewgeni Dschugaschwili starb am 22. Dezember 2016 im Alter von 80 Jahren in seinem Haus in Moskau an einer akuten Herzinsuffizienz.